# سیارک ۳۸۰۱۹
سیارک ۳۸۰۱۹ (به انگلیسی: 38019 Jeanmariepelt، نامگذاری:1998LV2) سی و هشت هزار و نوزدهمین سیارک کشف شده‌است که در ۱ ژوئن ۱۹۹۸ کشف شد.